# Бортвик, Джеймс (шахматист)
Это статья о шотландском шахматисте. Его не следует путать с шотландским врачом XVII в. Джеймсом Бортвиком-оф-Стоу (1615—1675).
Джеймс Бортвик (англ. James Borthwick, 3 марта 1866 — 4 августа 1932) — шотландский шахматист. Один из сильнейших шахматистов Шотландии 1-й трети XX века. Чемпион Шотландии 1903 г. (турнир проводился в Эдинбурге, Бортвик набрал 3 очка из 4: 2 победы, 2 ничьи). Помимо чемпионатов Шотландии, участвовал в ряде турниров, проводившихся на территории Соединенного Королевства, например, в чемпионате Великобритании 1906 г. (турнир проводился в Шрусбери, победил Г. Аткинс).